# Comarca de Olivenza
La comarca de Olivenza, oficialmente Mancomunidad Integral de la Comarca de Olivenza, es una mancomunidad integral de la provincia de Badajoz, España.

## Municipios
Esta mancomunidad está formada por diez municipios:
| Municipio               | Población | Superficie | Densidad |  |
| ----------------------- | --------- | ---------- | -------- |  |
| Alconchel               | 1.680     | 294,9      | 6,67     |  |
| Almendral               | 1.232     | 67,5       | 19,42    |  |
| Barcarrota              | 3.510     | 136,1      | 27,38    |  |
| Cheles                  | 1.176     | 47,9       | 27,31    |  |
| Higuera de Vargas       | 1.955     | 67,6       | 31,83    |  |
| Olivenza                | 11.963    | 430,1      | 27,47    |  |
| Táliga                  | 665       | 31         | 26,06    |  |
| Torre de Miguel Sesmero | 1.250     | 58         | 21,76    |  |
| Valverde de Leganés     | 4.159     | 73         | 55,92    |  |
| Villanueva del Fresno   | 3.397     | 360,2      | 10,12    |  |

## Política
En la legislatura 2011-2015 fue presidenta de la mancomunidad Inmaculada Bonilla Pinilla, alcaldesa de Táliga. El presidente actual es Óscar Díaz Hernández, alcalde de Alconchel por el PSOE., que tras presidir la legislatura 2015-2019, fue reelegido como presidente el 9 de julio de 2019, para la legislatura 2019-2023. 
| 2011-2015       | Inmaculada Bonilla Pinilla | PSOE | Táliga    |
| 2015-2019       | Óscar Díaz Hernández       | PSOE | Alconchel |
| 2019-Actualidad | Óscar Díaz Hérnandez       | PSOE | Alconchel |